# Нестеров, Алексей Яковлевич
Алексей Яковлевич Нестеров (1651 — казнён в январе 1724 года в Санкт-Петербурге) — обер-фискал Российской империи (с 1715), пресекал взяточничество и вымогательство, позднее сам был обвинён в злоупотреблениях и казнён.
По некоторым данным, выходец из крепостных крестьян, сумевший «выбиться в люди» благодаря незаурядным способностям. В жены взял женщину из дворянского рода Тютчевых, от которой имел сына Николая, которого женил на представительнице дворянской семьи Уваровых.
Указом от 22 февраля 1711 года Пётр I создал в России высший государственный орган управления страной — Сенат. При Сенате была учреждена служба фискалов, тайная полиция — первый в России специализированный надзорный орган. Во главе фискалов стоял обер-фискал, назначавшийся царём и лично ему подчинявшийся. Обер-фискал входил в состав Сената и поддерживал связь с подчинёнными фискалами через фискальный стол канцелярии Сената. Государственным обер-фискалом России был назначен бывший учитель Петра I граф Никита Моисеевич Зотов, обер-фискалом — М. Желябужский, его товарищами (заместителями) стали: пожилой, доверенный и малоизвестный комиссар А. Я. Нестеров и С. Шепелев.
Проявив активность в руководстве тайной полиции, А. Нестеров сразу же начал выделяться среди прочих фискалов, за что Пётр хвалил его и ставил в пример, невзирая на то, что тот был из «подлого сословия». Он был едва ли не единственным из окружения царя, кто говорил то, что думал. Пётр редко ему возражал, ценил его честность, прямоту и принципиальность, уважал и поддерживал А. Нестерова, отзывался о нём как об одном из «самых умных и красноречивых из его старых московских служак». Он, в своё время, посоветовал Петру провести подушную реформу. Пётр осыпал его милостями и пожаловал ему несколько поместий в 16 уездах России. В своей деятельности Нестеров смело выступал против злоупотреблений аристократии и высоких чиновников, в частности, сенатора и главы военного ведомства, царского любимца, князя Я. Ф. Долгорукова и его младшего брата Г. Долгорукова.
В сентябре 1714 года Нестеров подал царю челобитную на коллег по ведомству. Он обвинил в недостатке усердия московских фискалов, а своего начальника Желябужского — в развале службы и в коррупции. Проверка подтвердила правильность фактов, приведённых им. Обвинённых отправили в отставку. Обер-фискалом в 1715 году Пётр приказал поставить А. Нестерова. Ему же было поручено набрать новый штат тайной полиции. С этого времени её права и сфера деятельности были обозначены чётче.
Для того, чтобы оправдать доверие царя, Нестеров затеял громкий процесс за допущенные злоупотребления против сибирского губернатора князя М. П. Гагарина и его племянников Василия и Богдана. Затем последовали расследования и громкие обвинения сенатора князя Волконского, астраханского губернатора А. П. Волынского, богатых купцов Евреиновых и т. д. В распоряжении обер-фискала были документы и на главного фаворита царя — А. Меншикова. Государь поручил Нестерову провести следствие по делу о финансовых претензиях к Меншикову. Это следствие затянулось на многие годы до самой казни Нестерова.
Разоблачения следовали одно за другим. В его делопроизводстве находилось более 20 дел на высших сановников. На борьбу с ним поднялась почти вся титулованная знать. Сенат отказывался рассматривать дела, заведённые Нестеровым на злоупотребления титулованного дворянства, высших должностных лиц державы. В результате приходилось вмешиваться лично Петру.
На этом посту Нестеров разоблачил много взяточников и казнокрадов. По его запискам был отправлен на эшафот генерал-губернатор Сибири князь Матвей Гагарин, а своих давних любимцев — генерала Я. Ф. Долгорукова и светлейшего князя А. Д. Меншикова — царь самолично подверг побоям.
Но вскоре последовали взаимные встречные обвинения. В ноябре 1722 года обер-фискал был арестован сам. Оговорил Нестерова под пытками его подчинённый — ярославский провинциал-фискал Савва Попцов. Ведение розыска было поручено генерал-прокурору П. И. Ягужинскому.
Чтобы избежать пыток, Нестеров во всем повинился. Однако это его не спасло, и Пётр приказал продолжить пытки обер-фискала. Нестеров висел на дыбе, испытывал невыносимые избиения кнутом, «вспаривание» горящим веником кровоточащей спины, жжение солью незаживших ран и пр. Следствие с применением насилия продолжалось почти год. В конце 1723 года Нестерова признали виновным и приговорили к смертной казни через колесование. По подсчётам следствия, оговоривший ранее многих влиятельных вельмож обер-фискал сам нанёс государству ущерб на сумму более чем в 300 000 рублей. В то время эта сумма составляла около 4 % годового бюджета России.
Картину казни 73-летнего Нестерова, состоявшуюся в Санкт-Петербурге в январе 1724 года, описал очевидец, камер-юнкер Берхгольц: «Нестерова колесовали. Сперва ему раздробили одну руку и одну ногу, потом другую руку и другую ногу. После того к нему подошел один из священников и стал его уговаривать, чтобы он сознался в своей вине. То же самое от имени императора сделал и майор Мамонов, обещав несчастному, что в таком случае ему окажут милость и немедленно отрубят голову. Но он отвечал, что все уже высказал, что знал, и затем, как и до колесования, не произнес более ни слова. Наконец его, все ещё живого, повлекли к тому месту, где отрублены были головы трем другим. Положили лицом в их кровь и также обезглавили».
По делу Алексея Нестерова казнили также и Савву Попцова и нескольких других видных фискалов.
По утверждению В. Корсаковой, в реальности обер-фискал А. Нестеров стал жертвой клеветы коррумпированной чиновничьей среды за честное несение своей службы и осуществление надзора за деятельностью высокопоставленных государственных чиновников России.
Писатель Л. Н. Толстой очень интересовался личностью обер-фискала, запрашивал и собирал о нём материал для будущего романа.